# Kingdom Story Company
Kingdom Story Company es una empresa de  producción cinematográfica de películas relacionadas con el cristianismo evangélico. La sede se encuentra en Nashville, en los Estados Unidos.

## Historia
La compañía tiene su origen en un proyecto de los Hermanos Erwin, Kevin Downes y Tony Young en acuerdo con Lionsgate anunciado en 2018. Fue fundado en 2019 como Kingdom Studios en Anaheim, California por los Hermanos Erwin, Kevin Downes y Tony Young. En septiembre de 2019, anunció la fundación de una división de televisión. En 2020, tomó su nombre actual y estrenó su primera película “I Still Believe”. En 2023, lanzó Jesus Revolution.